# 岸田正記
岸田 正記（きしだ まさき、1895年〈明治28年〉12月1日 - 1961年〈昭和36年〉6月3日）は、日本の実業家、政治家。衆議院議員。幾久屋百貨店店主。
元衆議院議員岸田文武の父。元広島県知事宮澤弘（元内閣総理大臣宮澤喜一の実弟）の岳父。元科学技術庁長官岩動道行は妻・和子の従姉妹。衆議院議員で第100・101代内閣総理大臣の岸田文雄や参議院議員宮澤洋一などは孫。

## 経歴
広島県出身。岸田幾太郎の長男。
西志和高等小学校卒業。1913年（大正2年）、広島県立広島商業学校卒業。広商時代の同級生に大木惇夫がいる。長崎高等商業学校、京都帝国大学法学部卒業。在学中の1922年（大正11年）高等文官試験行政科合格。
先代経営の貸家業を継ぎ1933年（昭和8年）に幾久屋百貨店を創立。
大連および奉天で不動産業や百貨店経営に従事。
1928年（昭和3年）に立憲政友会公認で第16回衆議院議員総選挙に立候補して初当選し政界に入った。以後6期連続当選、はじめは政友会に所属したが1935年（昭和10年）に昭和会が結党されると政友会を離党して昭和会に参加、昭和会解党後の1939年（昭和14年）に政友会が分裂すると他の政友会出身の旧昭和会所属議員とともに中島知久平が総裁を務める政友会革新同盟に復党した。その間第1次近衛内閣の海軍参与官、小磯内閣の海軍政務次官、翼賛政治会国防委員長等を歴任した。
戦後、日本進歩党の結党に参加するが公職追放の対象となる。追放解除後の1953年（昭和28年）に衆議院議員へ返り咲いて1期務めた。ほかに、自由党総務、幾久屋商事社長、穏田マンション社長を歴任した。

## 人物像
宗教は真宗。趣味は庭球、乗馬。本籍は広島県賀茂郡西志和村。住所は広島市段原町。
東京・千駄ヶ谷の穏田にあった岸田の邸宅は白亜の洋館で、「穏田マンション」と呼ばれた。これは東京で「マンション」と呼ばれた初めての建物であった。
1953年の第26回衆議院議員総選挙で当選した際、吉田茂首相から文部大臣か国務大臣（保安庁長官）としての入閣を打診されたものの辞退し、財界の要望を受けて保守同士による内紛の停止及び安定政権確立のための連携工作に携わった。

## 家族・親族

### 岸田家
（広島県賀茂郡西志和村、広島市段原町、大連市、東京都）
- 祖父・忠次郎[13]
- 父・幾太郎
- 母・スミ（広島県、三宅直之助四女[4]）
- 弟

正次郎
誠記
群次郎（或は郡次郎）
久夫（三宅久太郎の養子となる）
- 妻・和子[4]（広島県、小田得一二女[4]、兄は山口病院院長小田勝、祖父は第7代広島市長小田貫一）
- 嗣子・文武[4]

同妻（日東製粉社長井口良二次女）
同長男・文雄
- 長女・玲子[4]
- 次女・邦子[7]
- 次男・俊輔[4]

- 叔父

多一郎
光太郎
達一